# Talg (sebum)
Talg (Latijn: sebum) ofwel huidsmeer is een vetachtige substantie die geproduceerd wordt door talgklieren die zich vooral in de lederhuid bevinden waar ook beharing is.
Talg heeft een beschermende werking tegen uitdroging van de huid en het haar en tegen infectie door bacteriën en schimmels. Talg is op zich geurloos, maar bacteriën kunnen het een kenmerkende geur geven. De talgproductie is afhankelijk van de hormoonhuishouding en leeftijd. Te veel talg geeft aanleiding tot acne. Talg bestaat vooral uit vetzuur en esters. De meeste talgklieren bevinden zich bij haarwortels. Daarnaast zijn er ook speciale talgklieren die in onbehaarde delen voorkomen, zoals de ogen en de geslachtsdelen om die te beschermen tegen uitdroging en infecties.

## Samenstelling en het effect van hormonen op de productie
Talg bestaat bij de mens voornamelijk uit triglyceriden (-41%), wasesters (~ 26%), squaleen (~ 12%) en vrije vetzuren (~ 16%). De samenstelling van talg varieert tussen de verschillende zoogdieren. Wasesters en squaleen zijn stoffen die enkel door talgklier en nergens anders in het lichaam worden geproduceerd. Sapiënisch zuur is een van de belangrijkste talgvetzuur bij de mens en heeft een antibacteriële werking.
Geslachtshormonen beïnvloeden talgafscheiding. Mannelijke androgenen zoals testosteron stimuleren de secretie. De vrouwelijke oestrogenen remmen de afgifte. Het belangrijkste hormoon dat de productie van talg stimuleert, is Dihydrotestosteron.